# Masami Nagasawa
Pour les articles homonymes, voir Nagasawa.
Masami Nagasawa (長澤まさみ, Nagasawa Masami, née le 3 juin 1987 à Iwata, dans la préfecture de Shizuoka, Japon), surnommée « Gasawa » par ses fans, est une actrice, mannequin et animatrice de radio japonaise.

## Biographie

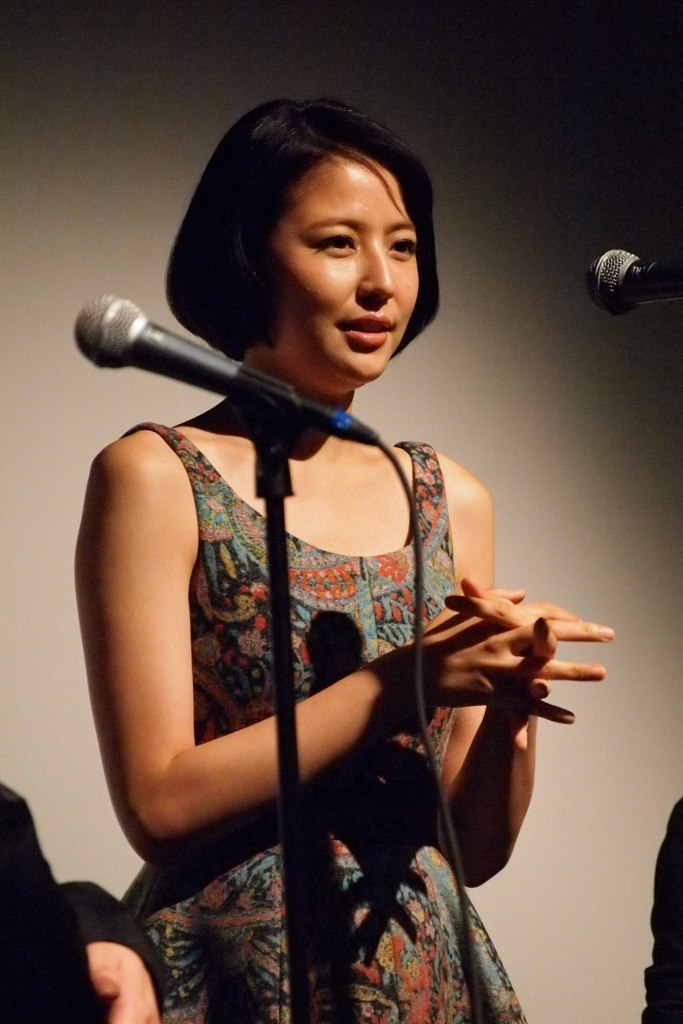
Masami Nagasawa au Festival 2012 de New York.

Masami Nagasawa débute en 2000 après avoir gagné un concours de beauté, apparaissant dans des films et drama, des publicités, et des magazines en tant que mannequin. Elle tourne son premier film en tête d'affiche en 2003 : Robokon. En 2006, elle est désignée « actrice la plus populaire » (du Japon) à la suite d'un vote sur le site de l'Oricon.
En 2006, elle chante le générique du drama Sailor Fuku to Kikanju dont elle est l'héroïne, reprise de la chanson du drama original des années 1980 dont il est un remake. Elle est l'une des célébrités japonaises les plus demandées pour participer à des campagnes publicitaires.

## Filmographie sélective

### Cinéma
- 2000 : Cross Fire (クロスファイア, Kurosufaia?) de Shūsuke Kaneko
- 2002 : Nagoriyuki (なごり雪?) de Nobuhiko Ōbayashi
- 2002 : Yomigaeri (黄泉がえり?) de Akihiko Shiota
- 2003 : Like Asura (阿修羅のごとく, Ashura no gotoku?) de Yoshimitsu Morita
- 2003 : Robot Contest (ロボコン, Robokon?) de Tomoyuki Furumaya
- 2003 : Godzilla, Mothra, Mechagodzilla: Tokyo S.O.S. (ゴジラ×モスラ×メカゴジラ 東京SOS, Gojira Mosura MekaGojira: Tōkyō Esu Ō Esu?) de Masaaki Tezuka
- 2004 : Shinkokyū no hitsuyō (深呼吸の必要?) de Tetsuo Shinohara
- 2004 : Crying Out Love in the Center of the World (世界の中心で、愛をさけぶ, Sekai no chūshin de, ai o sakebu?) d'Isao Yukisada
- 2004 : Godzilla: Final Wars (ゴジラ ファイナルウォーズ, Gojira: Fainaru wōzu?) de Ryuhei Kitamura
- 2005 : Touch (タッチ, Tatchi?) d'Isshin Inudō
- 2006 : Rough (ラフ?) de Kentarō Ōtani
- 2006 : Nada sō sō (涙そうそう?) de Nobuhiro Doi : Kaoru
- 2007 : Sono toki wa kare ni yoroshiku (そのときは彼によろしく?) de Yūichirō Hirakawa
- 2008 : Kakushi toride no san-akunin: The Last Princess (隠し砦の三悪人 THE LAST PRINCESS?) de Shinji Higuchi
- 2008 : La Maison en petits cubes (つみきのいえ, Tsumiki no ie?) de Kunio Katō : narratrice
- 2009 : Gunjō: Ai ga shizunda umi no iro (群青 愛が沈んだ海の色?) de Yōsuke Nakagawa
- 2011 : I Wish, nos vœux secrets (奇跡, Kiseki?) de Hirokazu Kore-eda : Kōchi Mitsumura, un professeur
- 2014 : The Crossing (太平轮) de John Woo
- 2015 : Notre petite sœur (海街diary, Umimachi daiarī?) de Hirokazu Kore-eda : Yoshino
- 2016 : I Am a Hero (アイアムアヒーロー?) de Shinsuke Satō
- 2017 : Avant que nous disparaissions (散歩する侵略者, Sanpo suru shinryakusha?) de Kiyoshi Kurosawa : Narumi Kase
- 2018 : Doraemon: Nobita no Takarajima (映画ドラえもん のび太の宝島, Eiga Doraemon: Nobita no takarajima?) de Kazuaki Imai : Fiona
- 2018 : 50 First Kisses (50回目のファーストキス, 50 kaime no fasuto kisu?) de Yūichi Fukuda (ja)  : Rui Fujishima
- 2018 : Gintama 2 (銀魂2 掟は破るためにこそある, Gintama 2: Okite wa yaburu tame ni soko aru?) de Yūichi Fukuda (ja) : Tae Shimura
- 2019 : Masquerade Hotel (マスカレード・ホテル, Masukaredo hoteru?) : Naomi Yamagishi
- 2019 : Kingdom (キングダム, Kingudamu?) de Shinsuke Satō : Yang Duan He
- 2019 : The Confidence Man JP: The Movie (コンフィデンスマンJP the movie?) de Ryō Tanaka : Dako
- 2022 : Shin Ultraman : Hiroko Asami
- 2022 : N'oublie pas les fleurs (百花, Hyakka?) de Genki Kawamura : Kaori Kasai

### Télévision
- 2001 : Pure Soul (YTV)
- 2002 : Sakura (NHK)
- 2004 : Honto ni atta kowai hanashi ushiro no onna (Fuji TV, ep5)
- 2004 : Tobosha (TBS)
- 2004 : Doyo wide gekijo satsujin stunt (TV Asahi)
- 2005 : Yasashii jikan (Fuji TV)
- 2005 : Dragon Zakura (TBS)
- 2005 : Hiroshima showa 20 nen 8 gatsu muika (TBS)
- 2006 : Komyo ga tsuji (NHK)
- 2006 : Sailor fuku to kikanju (TBS)
- 2007 : Akechi mitsuhide (Fuji TV)
- 2007 : Romeo and Juliet (NTV)
- 2007 : Mama ga ryori o tsukuru wake (Fuji TV, guest)
- 2007 : Proposal daisakusen (Fuji TV)
- 2007 : Ganges gawa de butterfly (TV Asahi)
- 2007 : Hatachi no koibito (TBS)
- 2008 : Proposal daisakusen SP (Fuji TV)
- 2008 : Last Friends (Fuji TV)
- 2008 : Galileo: Episode Zero (Fuji TV)
- 2008 : Fujiko F. Fujio no Parallel Space Nebumi Camera (WOWOW)
- 2009 : Tenchijin (NHK)
- 2009 : Soka, mo kimi wa inai no ka (TBS)
- 2009 : Boku no imoto (TBS)
- 2009 : Sotsu uta (Fuji TV)
- 2010 : Wagaya no rekishi (Fuji TV)
- 2012 : Bunshin (WOWOW)
- 2012 : I Love Tokyo Legend - Kawaii Detective (TV Asahi)
- 2012 : Thursday Theater Keigo Higashino Mystery (Fuji TV)
- 2012 : High School Entrance Exam (Fuji TV)
- 2013 : Summer Nude (Fuji TV)
- 2013 : I Love Tokyo Legend - Kawaii Detective 2 (TV Asahi)
- 2014 : All About My Siblings (Fuji TV)
- 2016 : Sanadamaru (NHK)
- 2017 : Takayuki Yamada's Festival de Cannes (TV Tokyo)
- 2018 : The Confidence Man JP (Fuji TV)

### Doublage
- 2011 : La Colline aux coquelicots (コクリコ坂から, Kokuriko zaka kara?) de Gorō Miyazaki : Umi Matsuzaki

## Distinctions

### Récompenses
- 2004 : prix de la meilleure actrice débutante lors des Japan Academy Prize pour Robot Contest
- 2004 : Hōchi Film Award du meilleur second rôle féminin pour Crying Out Love in the Center of the World[1]
- 2004 : Nikkan Sports Film Award de la révélation de l'année pour Crying Out Love in the Center of the World[2]
- 2005 : prix du meilleur second rôle féminin lors des Japan Academy Prize pour Crying Out Love in the Center of the World[3]
- 2005 : prix du meilleur second rôle féminin lors des Blue Ribbon Awards 2005 pour Crying Out Love in the Center of the World et Shinkokyū no hitsuyō[4]